# Wallace E. Pratt House
Pour les articles homonymes, voir Pratt.
La Wallace E. Pratt House – ou Ship on the Desert – est une maison du comté de Culberson, dans l'ouest du Texas, aux États-Unis. Située au sein du parc national des Guadalupe Mountains, elle est elle-même inscrite au Registre national des lieux historiques depuis le 15 décembre 2011.
Comme le Wallace Pratt Lodge, c'est une ancienne résidence de Wallace Pratt (en), un géologue qui est le principal donateur des terrains qui ont formé le parc national.